# Blow Up Your Video
Blow Up Your Video (с англ. — «Взорви свой видик») — одиннадцатый австралийский и десятый международный студийный альбом австралийской хард-рок-группы AC/DC, релиз которого состоялся 18 января 1988 года (в США — 1 февраля 1988 года). Альбом был записан на студии Miraval, во Франции, в августе — сентябре 1987 года. В 2003 году альбом был переиздан, как часть серии AC/DC remasters.

## Об альбоме
Диск был спродюсирован Гарри Вандой и Джорджем Янгом, которые работали над ранними альбомами группы (до 1978 года). Также альбом является последним, в записи которого участвует барабанщик Саймон Райт (в 1989 году он уйдёт из группы и будет заменён Крисом Слейдом), и последним, в котором Брайан Джонсон значится как автор песен (в последующих альбомах все песни будут написаны Ангусом и Малколмом Янгами). Название альбома было взято по строчке из песни «That’s the Way I Wanna Rock 'n' Roll».
Blow Up Your Video являлся наиболее коммерчески успешным студийным альбомом группы со времён For Those About to Rock (We Salute You). Альбом получил положительные отзывы критиков (по сравнению с предыдущими студийными альбомами Flick of the Switch и Fly on the Wall), и быстро достиг платинового статуса в США (29 апреля 1988 года).
В 1989 году альбом был номинирован на Грэмми в номинации «Лучшее хард-рок/метал исполнение вокальное или инструментальное», однако уступил альбому Jethro Tull Crest of a Knave.
В поддержку альбома с 28 января по 13 ноября 1988 года группа провела концертный тур «Blow Up Your Video World Tour», в котором не участвовал ритм-гитарист Малколм Янг из-за проблем с алкоголем, однако официально было объявлено, что он пропустил тур из-за болезни сына. Во время тура Малколма заменял его племянник Стиви. Известно, что некоторые фаны не заметили замены Мальколма, так как Стиви поразительно похож на него.

## Список композиций
Все песни написаны Ангусом Янгом, Малколмом Янгом и Брайаном Джонсоном
| №                   | Название                               | Длительность |
| ------------------- | -------------------------------------- | ------------ |
| 1.                  | «Heatseeker»                           | 3:50         |
| 2.                  | «That's the Way I Wanna Rock 'n' Roll» | 3:45         |
| 3.                  | «Meanstreak»                           | 4:08         |
| 4.                  | «Go Zone»                              | 4:26         |
| 5.                  | «Kissin' Dynamite»                     | 3:58         |
| 6.                  | «Nick of Time»                         | 4:16         |
| 7.                  | «Some Sin for Nuthin'»                 | 4:11         |
| 8.                  | «Ruff Stuff»                           | 4:28         |
| 9.                  | «Two's Up»                             | 5:19         |
| 10.                 | «This Means War»                       | 4:21         |
| Общая длительность: | Общая длительность:                    | 42:48        |

Песни «Snake Eye» и «Borrowed Time» были записаны во время работы над альбомом, но выпущены были лишь на стороне «Б» нескольких версий синглов «Heatseeker» и «That’s the Way I Wanna Rock 'n' Roll» соответственно. Песня «Down On The Borderline» также была записана, но издана была только в 1990 году, на стороне «Б» австралийской версии сингла «Moneytalks». Все три песни в 2009 году вошли в сборник Backtracks. Демоверсии песен «Let it Loose» and «Alright Tonight» были похищены во время записи и в связи с этим не вошли окончательную версию альбома.

## Участники записи
- Брайан Джонсон — вокал
- Ангус Янг — соло-гитара
- Малколм Янг — ритм-гитара
- Клифф Уильямс — бас-гитара
- Саймон Райт — ударные

## Позиции в чартах
| Год  | Чарт                                      | Позиция |
| ---- | ----------------------------------------- | ------- |
| 1988 | Australian Kent Music Report Albums Chart | 2       |
| 1988 | Billboard 200                             | 12      |
| 1988 | UK Albums Chart                           | 2       |
| 1988 | Sverigetopplistan                         | 4       |
| 1988 | MegaCharts                                | 26      |
| 1988 | New Zealand Albums Chart                  | 3       |
| 1988 | Swiss Albums Chart                        | 4       |
| 1988 | Austrian Albums Chart                     | 15      |
| 1988 | VG-lista                                  | 3       |

### Синглы
| Год  | Сингл                                  | Чарт                 | Позиция |
| ---- | -------------------------------------- | -------------------- | ------- |
| 1988 | «Heatseeker»                           | UK Singles Chart     | 12      |
| 1988 | «Heatseeker»                           | U.S. Mainstream Rock | 20      |
| 1988 | «That’s the Way I Wanna Rock 'n' Roll» | UK Singles Chart     | 22      |
| 1988 | «That’s the Way I Wanna Rock 'n' Roll» | U.S. Mainstream Rock | 28      |

## Продажи
| Страна         | Продажи   | Статус     |
| -------------- | --------- | ---------- |
| США            | 1,000,000 | Платиновый |
| Великобритания | 100,000   | Золотой    |
| Германия       | 100,000   | Золотой    |
| Финляндия      | 10,000    | Золотой    |